# Babadzhan
Babadzhan – miejscowość w rejonie Abşeron w Azerbejdżanie.